# باول ريد
باول ريد (بالإنجليزية: Paul Reid)‏ (18 فبراير 1982 في المملكة المتحدة - ) هو لاعب كرة قدم بريطاني في مركز الدفاع. شارك مع منتخب إنجلترا تحت 19 سنة لكرة القدم. أما مع النوادي، فقد لعب مع بريستون نورث إيند وسكونثورب يونايتد وكولتشستر يونايتد ونادي بارنسلي ونادي رينجرز ونادي كارلايل يونايتد ونادي نورثامبتون تاون وEastleigh F.C. ‏.

## وصلات خارجية
- باول ريد على موقع قاعدة بيانات كرة القدم.إي يو (الإنجليزية)
- باول ريد على موقع Soccerbase.com (لاعب) (الإنجليزية)
- باول ريد على موقع Soccerway.com (الإنجليزية)